# اره‌کوسه‌سانان
اَرّه‌کوسه‌سانان (Pristiophoriformes) راسته‌ای از کوسه‌ماهیان هستند.
این کوسه‌ها بیشتر در آب‌های آفریقای جنوبی تا استرالیا دیده می‌شوند.